# Voltron – trzeci wymiar
Voltron – trzeci wymiar (ang. Voltron: The Third Dimension, 1998–2000) – amerykański serial animowany wykonany w technice komputerowej. Kontynuacja serialu Voltron – obrońca wszechświata z 1984 roku. W Polsce emitowany był na kanale Tele 5 z angielskim dubbingiem i polskim lektorem.

## Fabuła
Serial opisuje kolejne przygody potężnego i niezwyciężonego robota – Voltrona, który staje do walki ze złą wiedźmą Haggar – mistrzynią czarnej magii, która zawarła sojusz z królem Zarkonem oraz jego synem, księciem Lotorem, którzy chcą przejąć władzę nad wszechświatem.

## Obsada
- Clancy Brown –
  - Queequeg,
  - Igor
- Michael Bell –
  - Lance,
  - Coran
- Tim Curry –
  - Król Alfor,
  - Książę Lotor
- Tress MacNeille – Lafitte
- Kevin Michael Richardson –
  - Hunk,
  - Król Zarkon,
  - Narrator
- Neil Ross – 
  - Keith,
  - Amalgamus
- B.J. Ward – Księżniczka Allura
- Billy West – Pidge